# Södra Villastaden

Södra Villastaden är en stadsdel i Varberg, belägen strax söder om stadens centrum. Den har kallats Varbergs Djursholm, och i likhet med den exklusiva Stockholmsförorten består bebyggelsen av stora, individuellt utformade villor. Södra villastaden omfattar i princip bara tre kvarter, men med arkitektur som avsevärt skiljer sig från omgivningarna.

## Villorna
- Heijlska villan uppfördes 1904 för stadsfiskal Samuelsson efter ritningar av Gottfrid Ljunggren. Huset har hörntorn, verandor, burspråk och balkonger. Den mörkbruna fasaden ger på bottenvåningen en illusion av horisontella timmerstockar, på övervåningen av överlappande träspån. Läkarfamiljen Heijl flyttade in i huset 1945, därav namnet. Huset byggdes om till flerfamiljshus på 1990-talet, och fick år 1999 Hallands Museiförenings diplom för god byggnadsvård.
- Jobsonska villan är ritad 1917 för köpmannen och vicekonsuln Donald Jobson av K. Hansson. Den väldiga villan i två våningar med vindsvåning har en putsad fasad och vilar på en grund av natursten.
- Kindvallska villan är ritad 1913 för bokhandlare Adolf Kindvall av Yngve Rasmussen och Karl M. Bengtsson. Den vita villan har ett brutet och valmat tak, täckt av svarta glaserade takpannor.
- Villa Willner ritades på 1910-talet för kronofogde Emil Willner av Gottfrid Ljunggren, i stramare form än Hejlska villan. Huset har brutet tak. Under åren har fasaden förändrats och en tillbyggnad i mexisten gjorts.
- Villa Wäring är samtida med villa Willner, och också den ritad av Gottfrid Ljunggren. Huset beställdes av folkskollärare Henning Holmberg. Det är ett av de bäst bevarade husen i området.

Det finns ytterligare några stora villor i området, däribland Havsborg från 1910-talet.
I området ligger också Rosenfredsskolan, som idag inrymmer den kommunala kulturskolan och eleverna på estetiska programmet på Peder Skrivares skola, samt Södra kyrkogården.

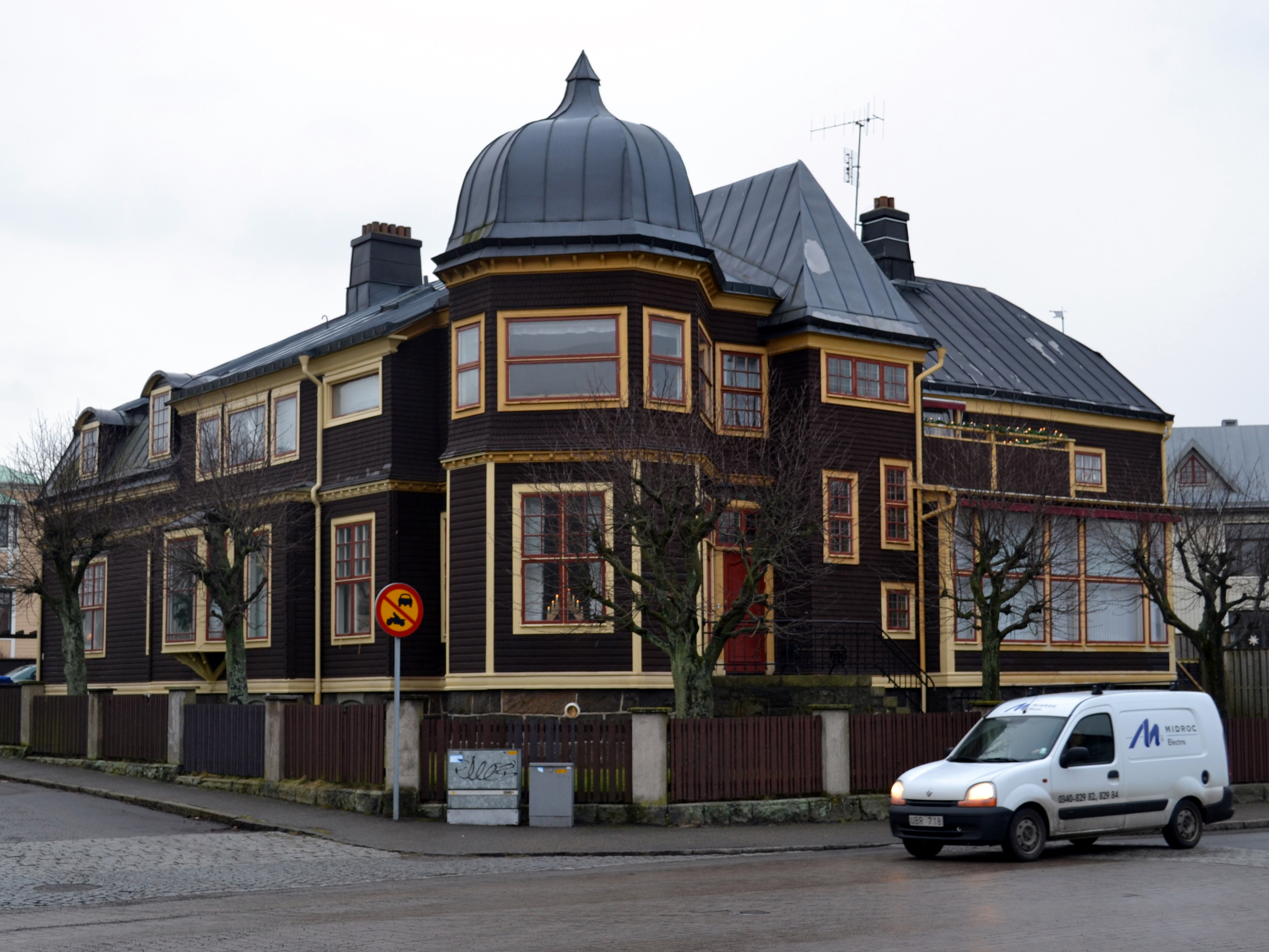
Heijlska villan.
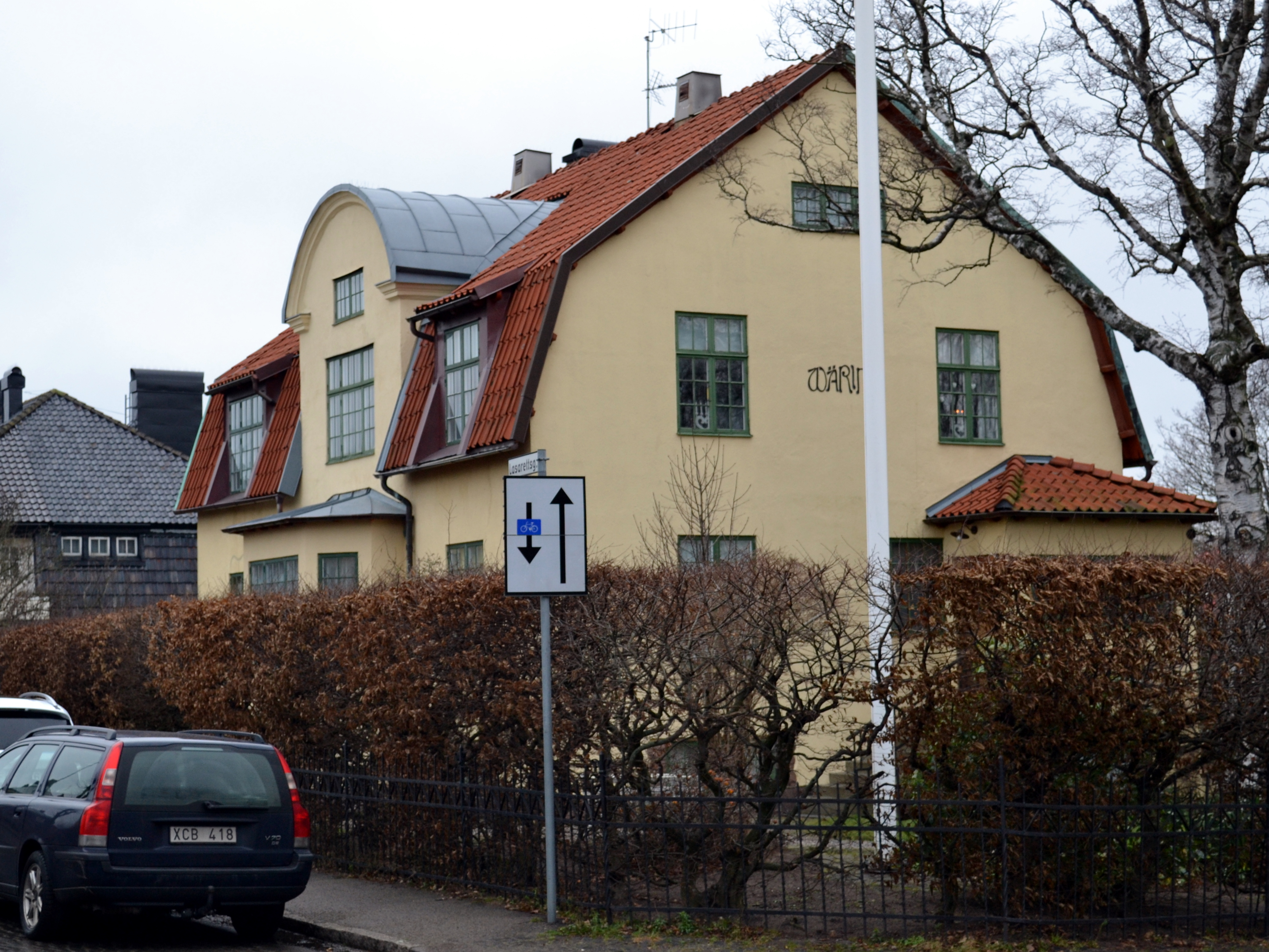
Villa Wäring.
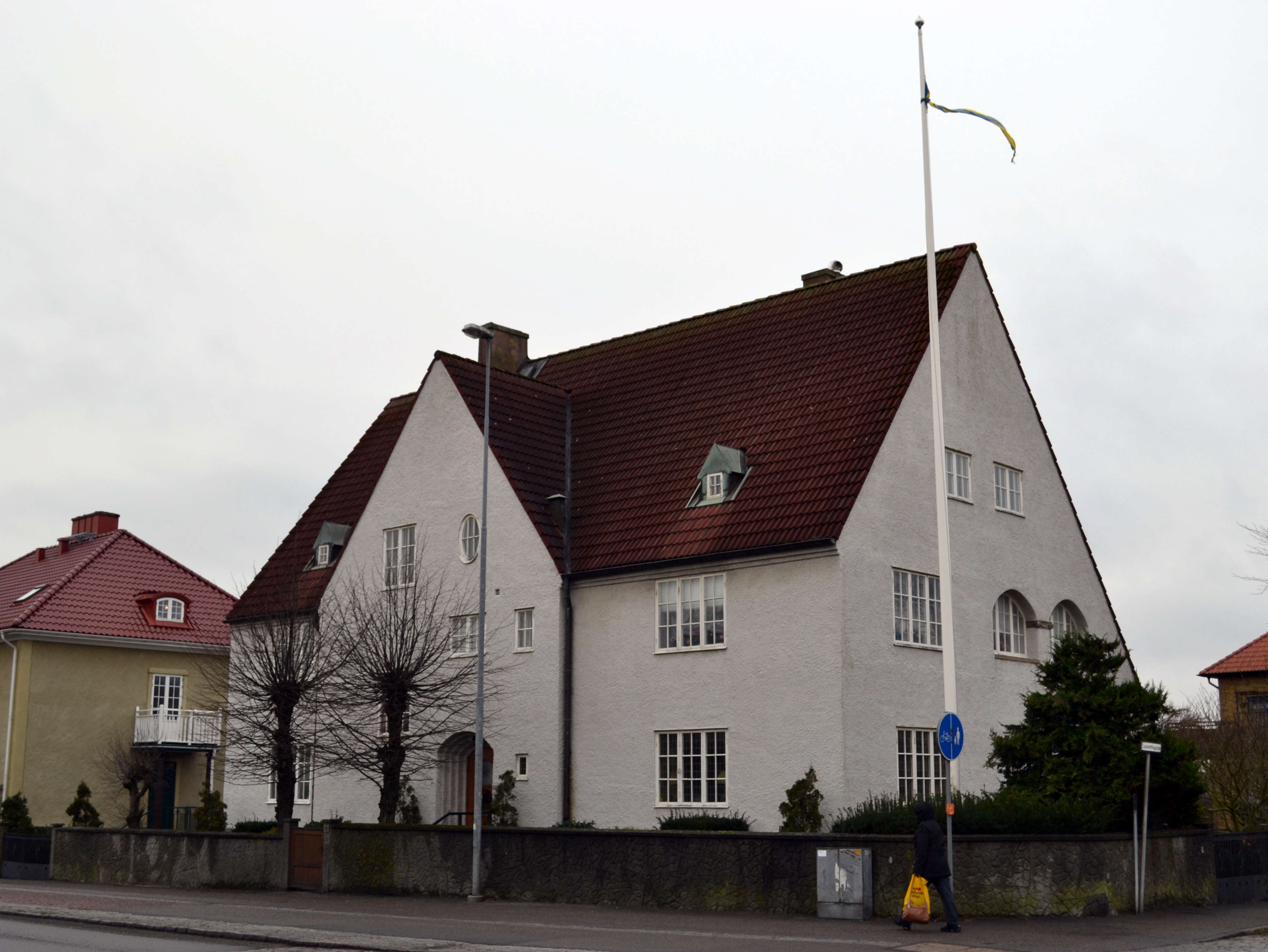
Jobsonska villan.
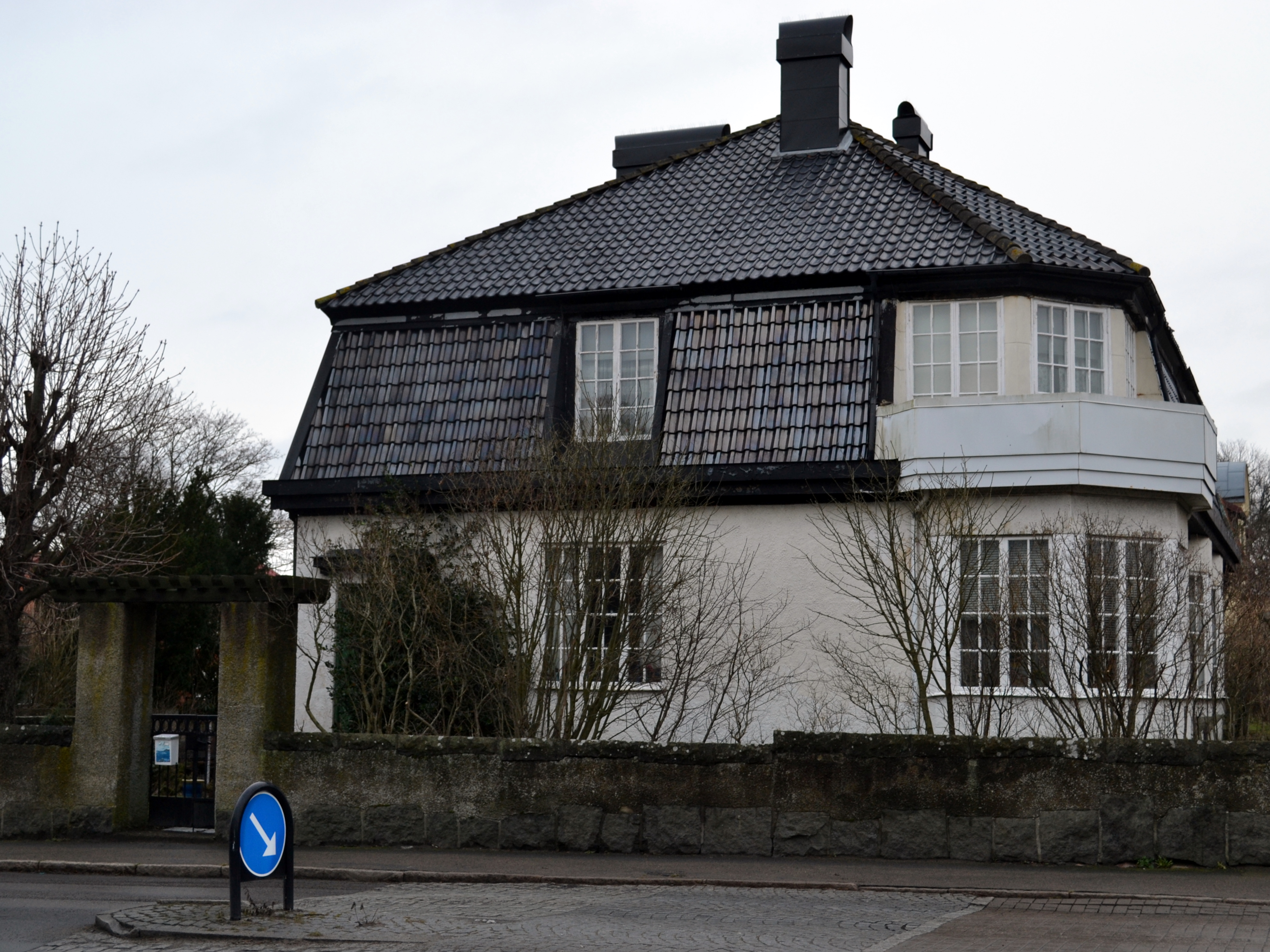
Kindvalls villa.
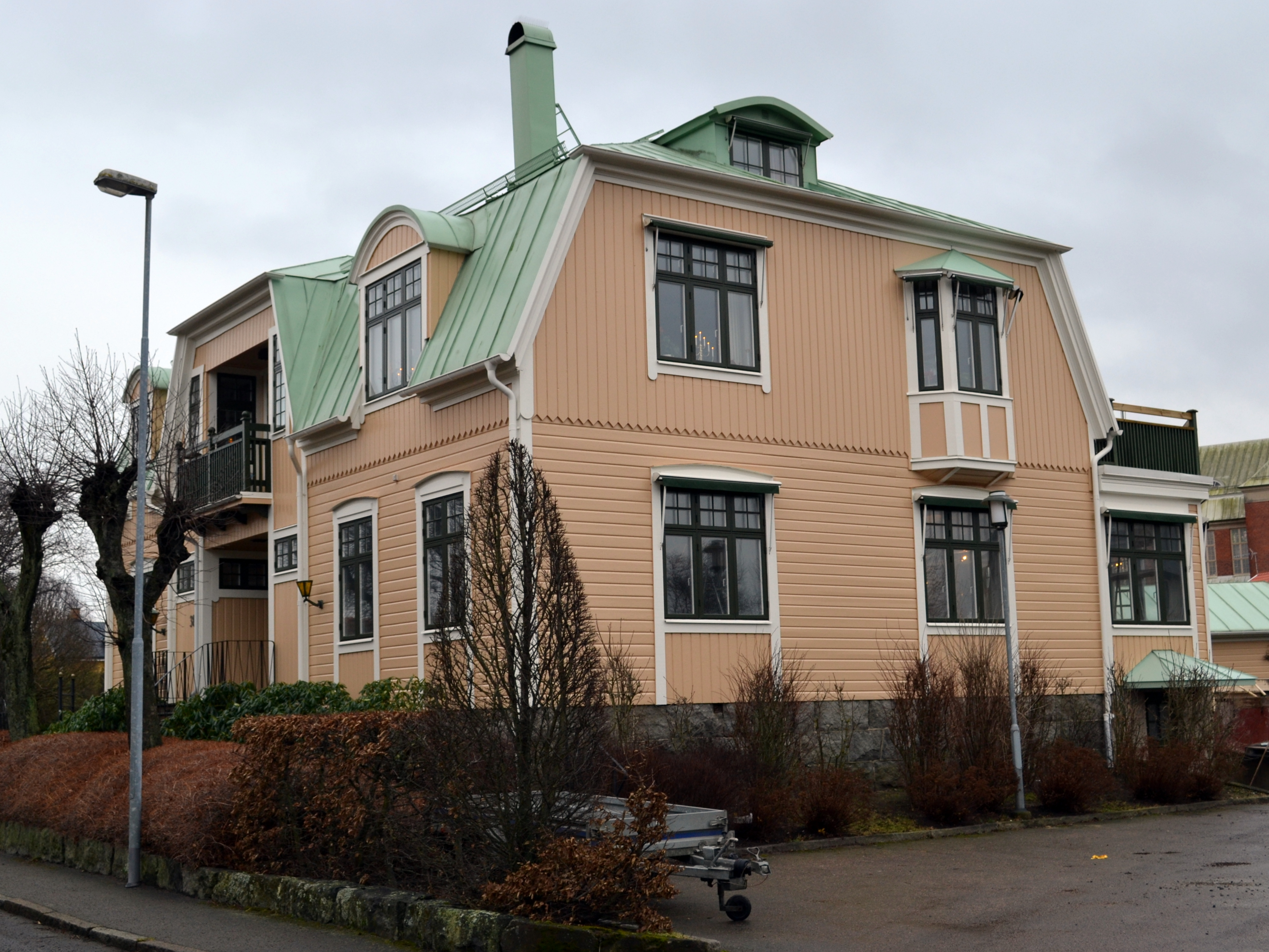
Willners villa.
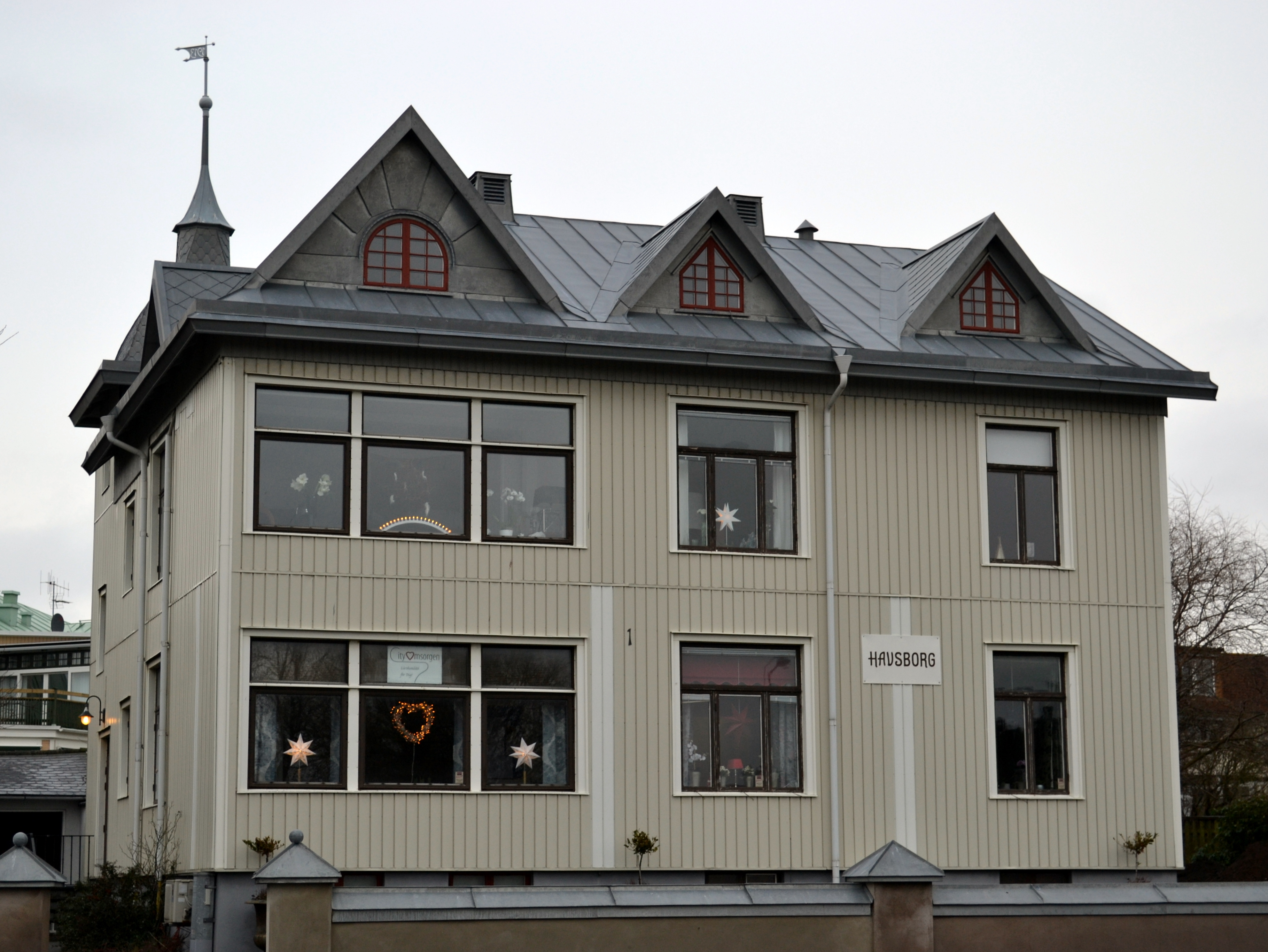
Villa Havsborg.